# Pilastre

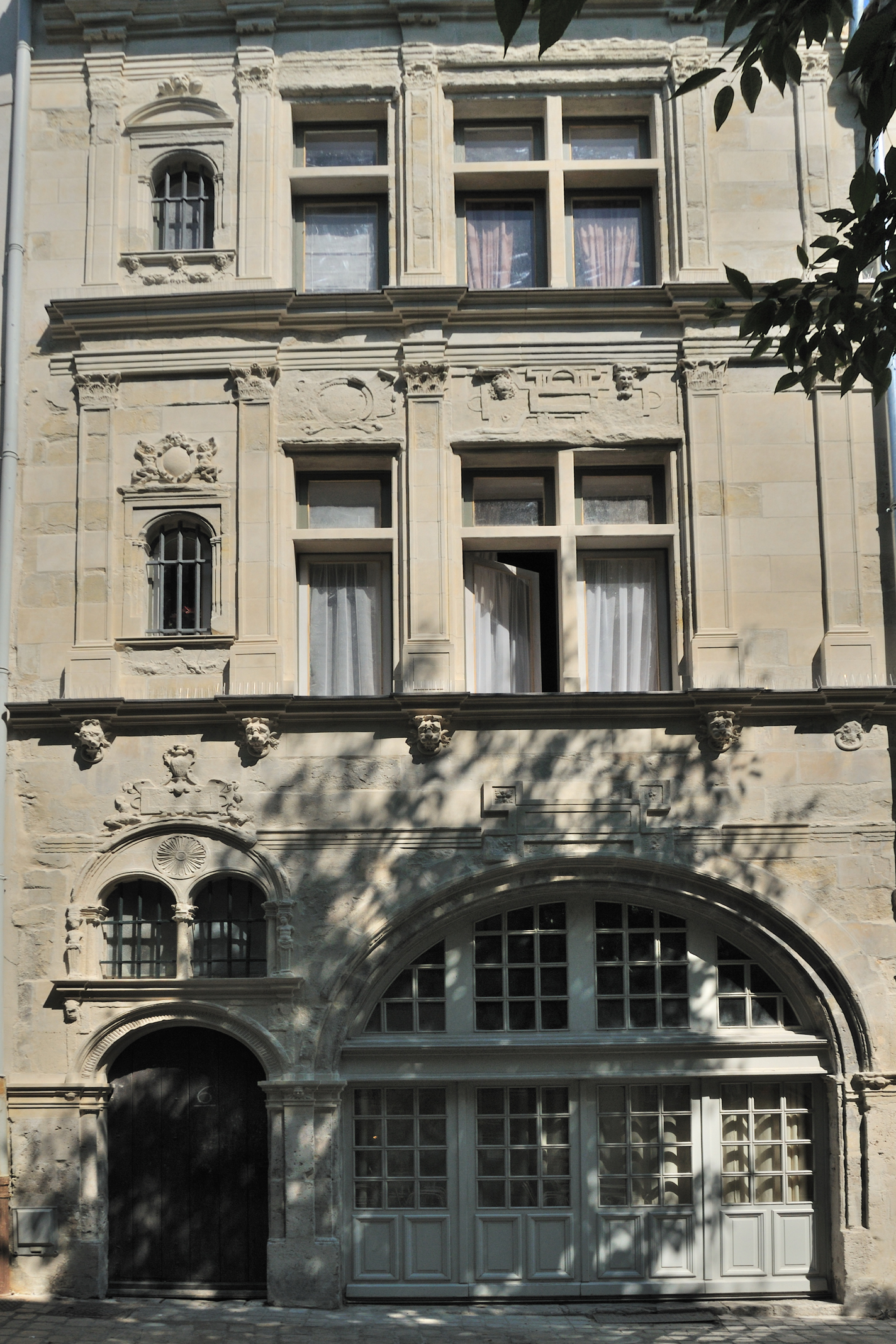
Chaque étage de la maison dite de Jean d'Alibert à Orléans est rythmé par des pilastres à table rentrante encadrant les baies ou se détachant sur les trumeaux.

Un pilastre est un élément architectural vertical qui imite l’apparence d'un pilier, mais qui est encastré dans un mur ou adossé à celui-ci et ne fait donc pas saillie de manière indépendante. Composé d'une base, d'un semblant de fût plat et d'un chapiteau, le pilastre peut s'adapter aussi bien à un mur qu'à un pilier rectangulaire, à l'image de la colonne engagée qui, elle, est hémicirculaire, avec un fût bien arrondi.
La fonction du pilastre est uniquement décorative, l'élément sur lequel il semble s'adosser ou être encastré conservant seul une fonction structurelle qui est de le renforcer.

Différence entre le pilastre et la colonne engagée
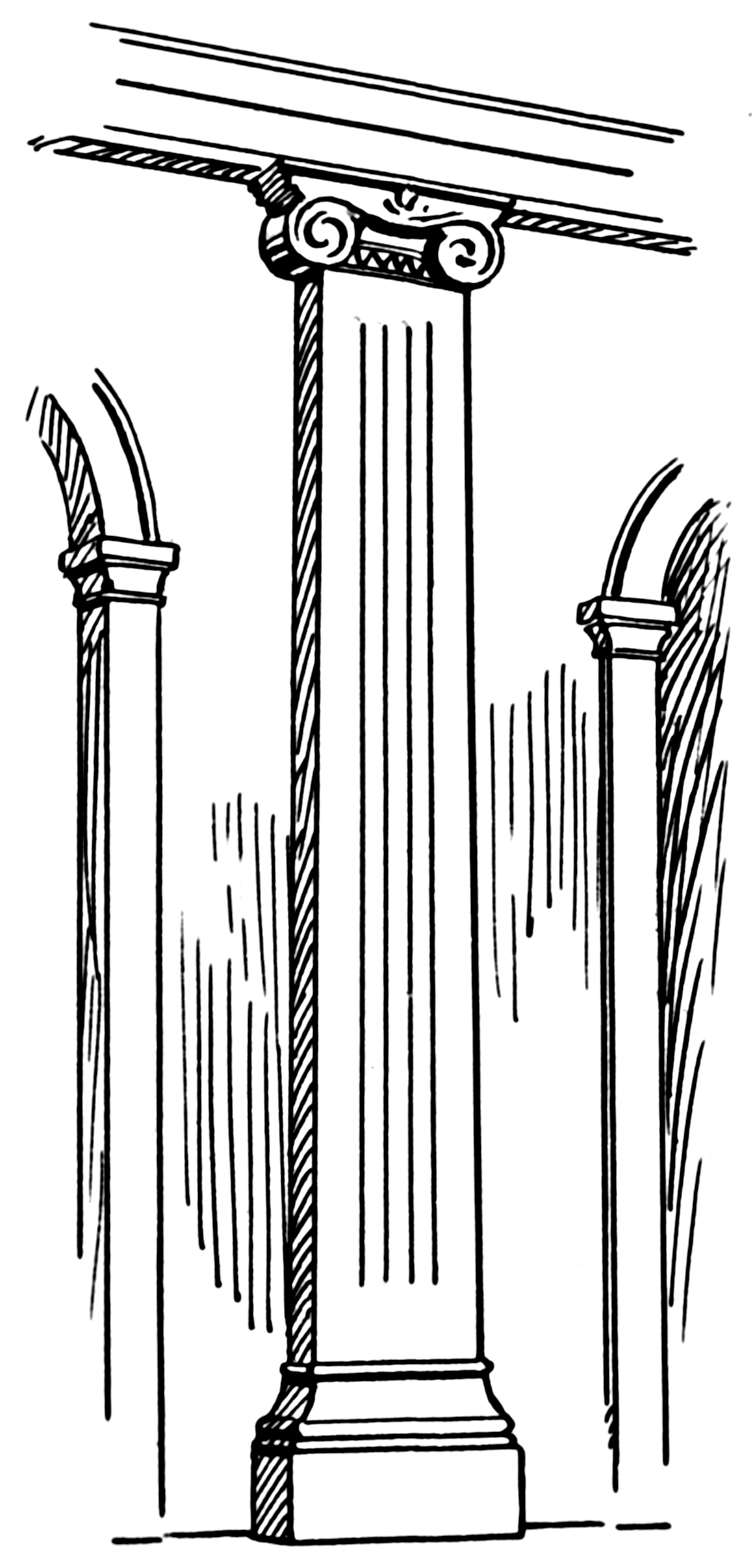
Le pilastre est plat, avec une section rectangulaire.
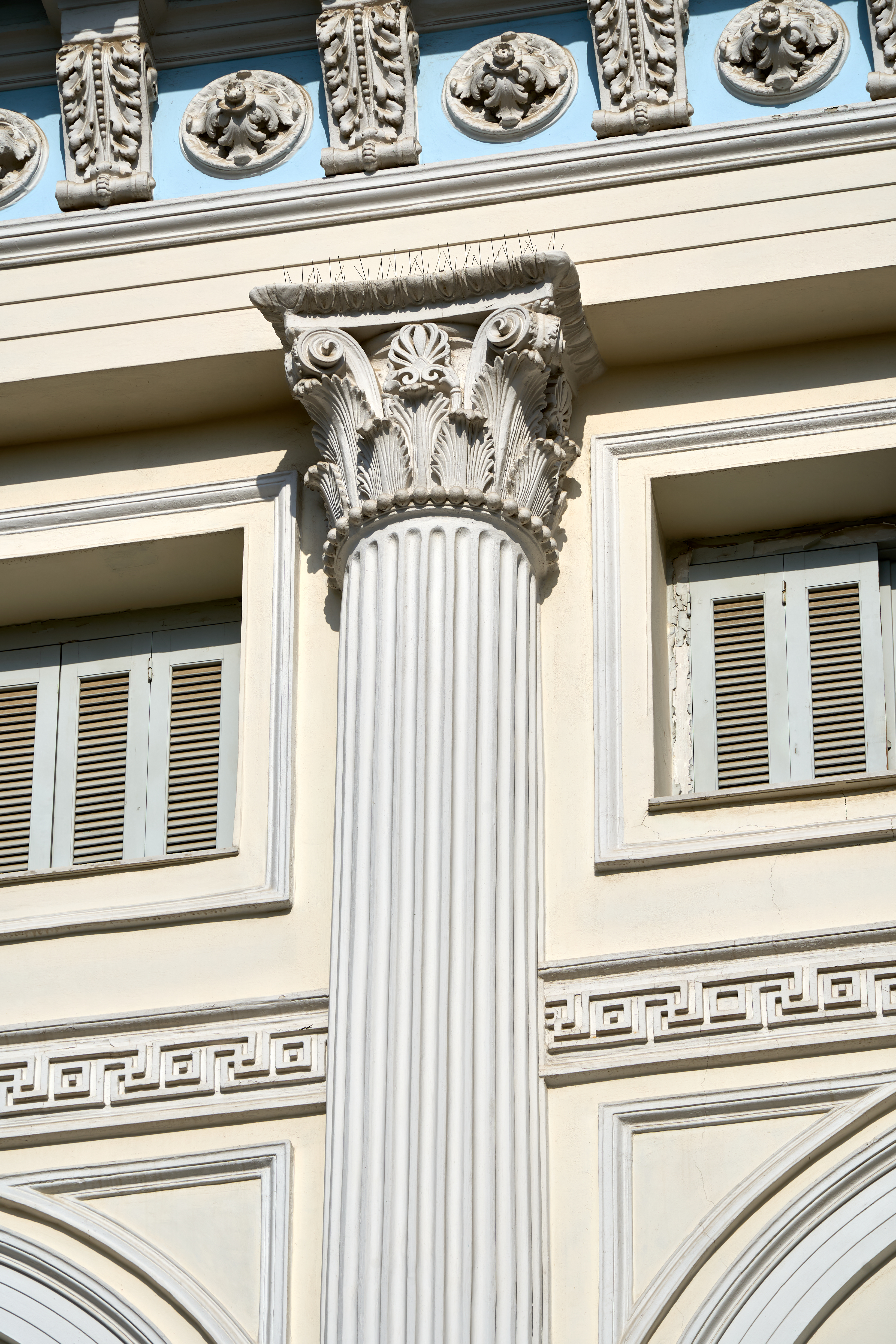
La colonne engagée a un fût bien arrondi.

## Différents pilastres
- Le pilastre angulaire, ou cornier, cantonne l'angle d'un édifice. Il est placé à un angle saillant, comme une sorte de pilier carré sans fonction structurelle situé à l'angle d'une bâtisse, dont deux faces sont apparentes[4].
- Le pilastre cannelé comporte plusieurs cannelures sur son parement.
- Le pilastre ébrasé semble replié dans un angle obtus.
- Le pilastre en gaine, profil plus étroit de la base au sommet.
- Le pilastre fouillé, par analogie avec la table fouillée, est un pilastre sur lequel s'inscrit un panneau[3].
- Le pilastre niché est placé dans un renfoncement.

## Autres désignations
- Le dosseret est un pilastre ne comportant ni base, ni chapiteau, sur lequel est appliqué un pilastre ou une colonne. Le pilastre-dosseret est un dosseret comportant une base et un chapiteau[4].
- Pilier engagé, colonne plate engagée dans un mur ou en support et formant une saillie plus importante qu'un simple pilastre.
- Le contrefort peut recevoir un traitement ornemental similaire à celui d'un pilastre mais, de forte saillie, a une fonction structurelle.
- Ornement de boiseries, de mobilier, figurant un pilastre architectural.
- Montant ajouré, placé de distance en distance dans les travées d'une barrière de balcon.
- Premier poteau placé au bas d'une rampe d'escalier monumental, terminé par un pommeau.
- La partie qui termine le mur d'un temple grec se nomme l'anta ; contrairement au pilastre, elle a un rôle de support.

## Galerie

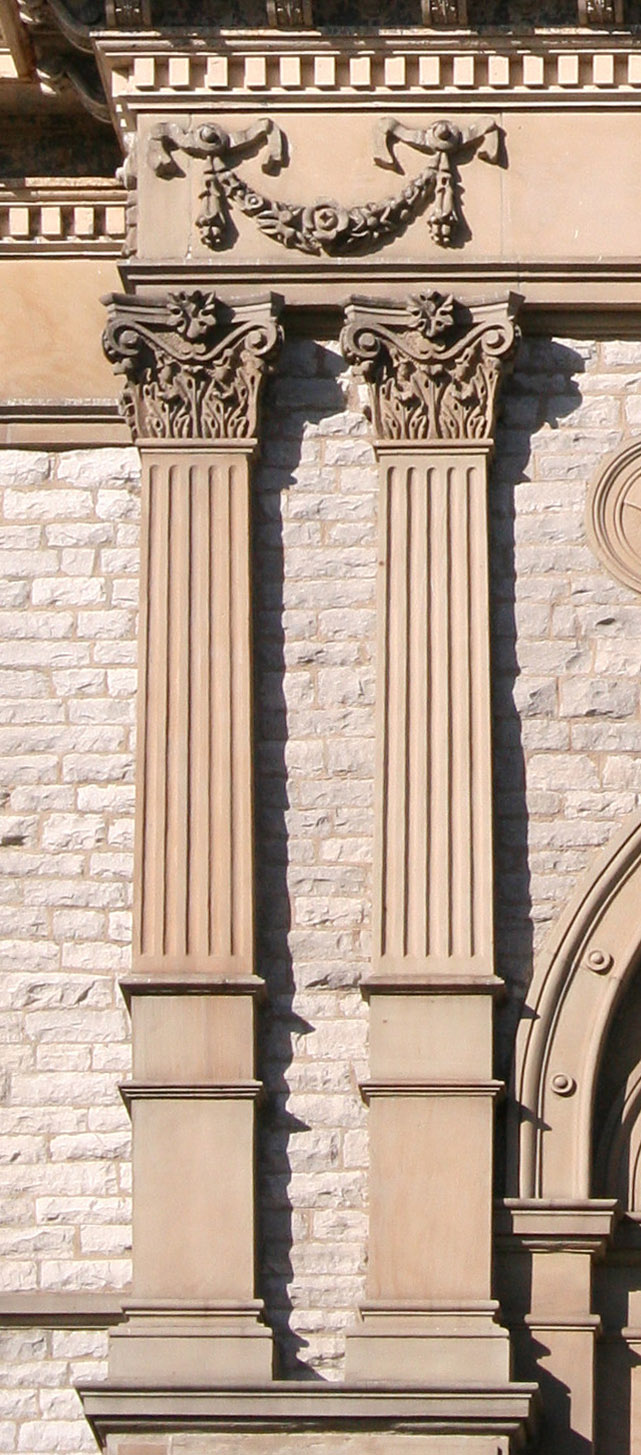
Pilastres cannelés jumeaux (étage supérieur du siège de la Cour de justice du Comté de Shelby à Sidney (Ohio, États-Unis).
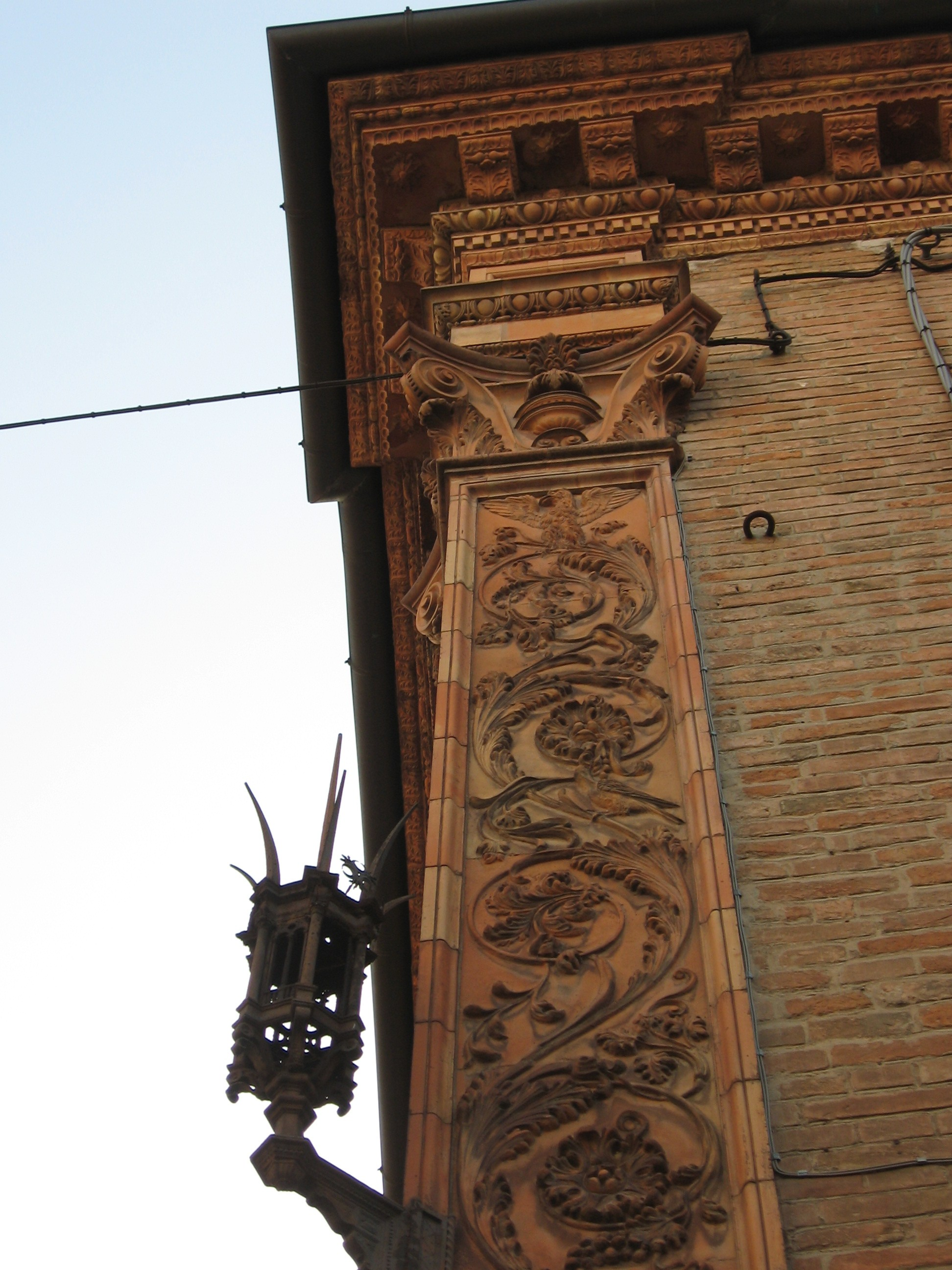
Aperçu d'un pilastre cornier à Ferrare (Italie).
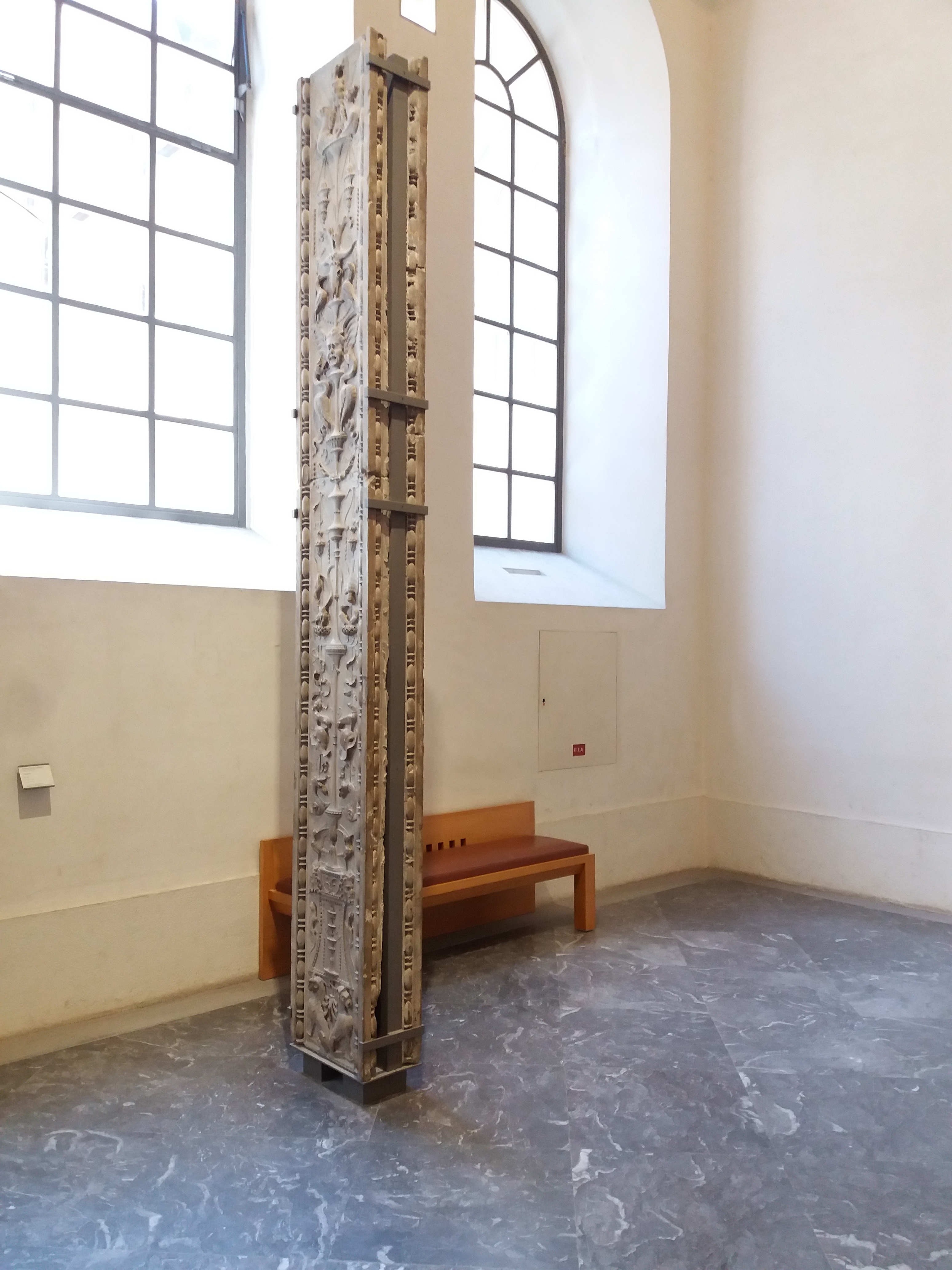
Fût de pilastre Renaissance au Musée des Beaux-Arts de Lyon (France).
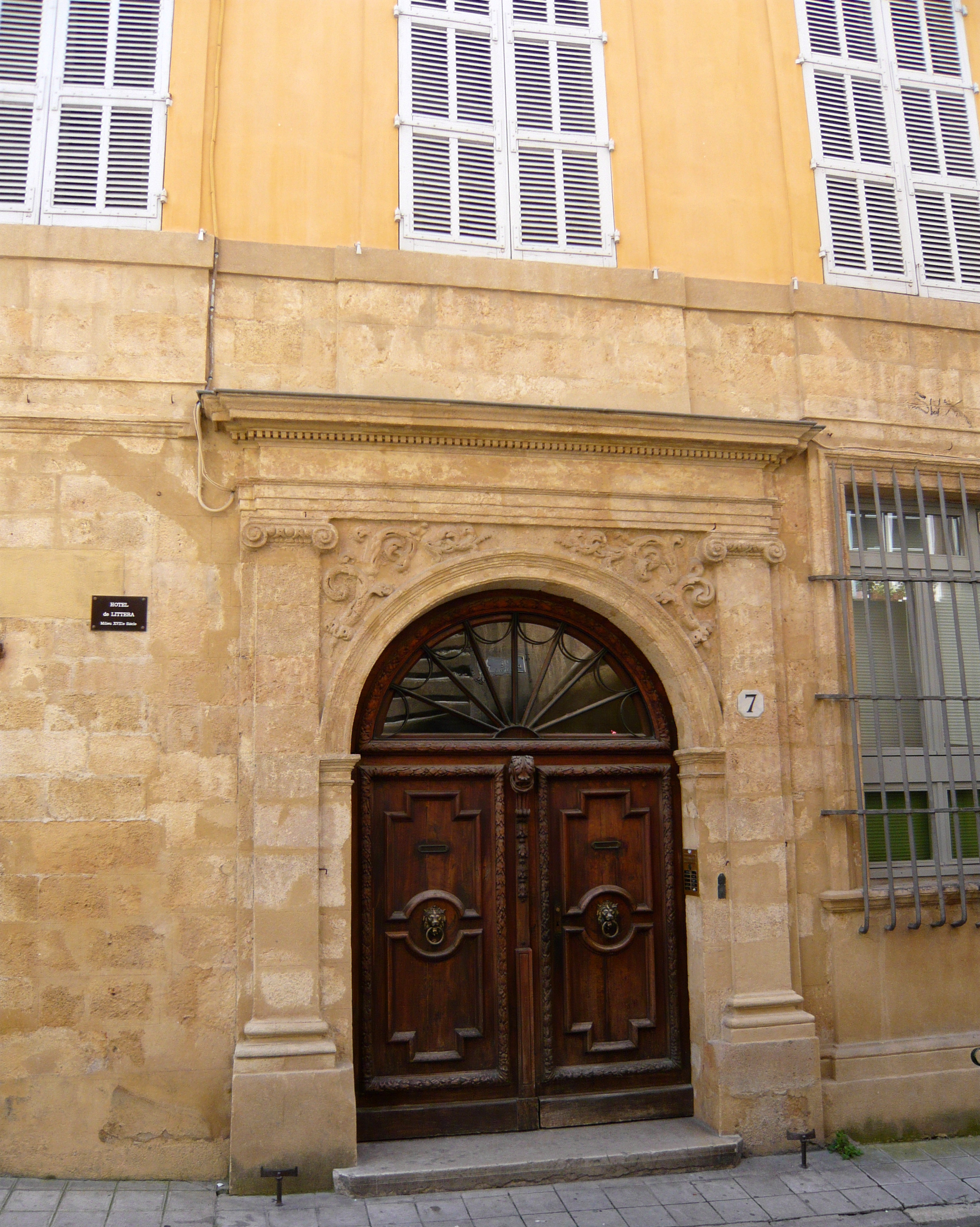
Porte de l'hôtel de Littera, à Aix-en-Provence (France), flanquée de deux pilastres à chapiteaux ioniques.
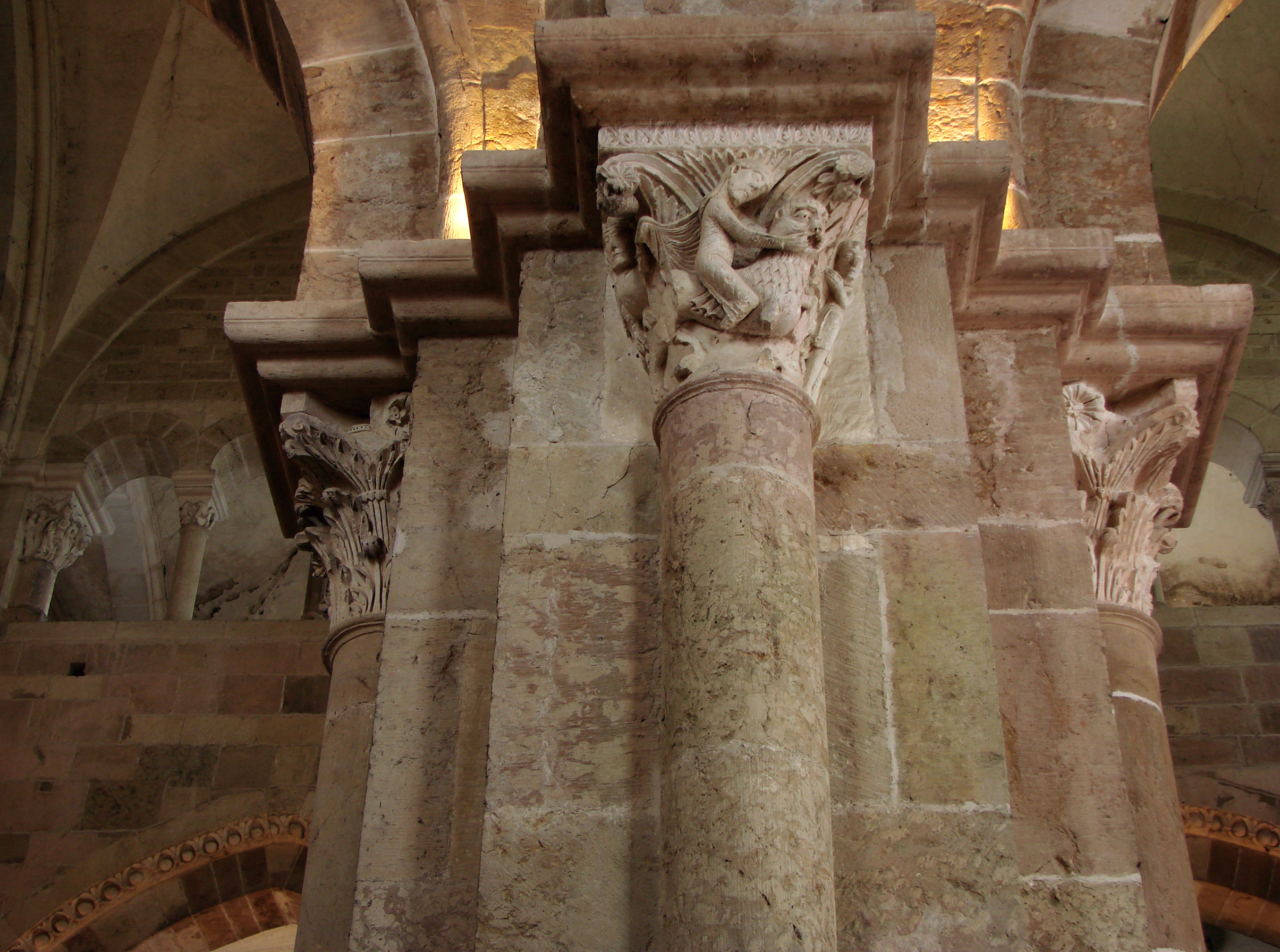
Colonnes engagées dans le narthex de la basilique de Vézelay.